# ESports World Convention
L’eSports World Convention (ESWC), anciennement l'Electronic Sports World Cup, était un événement d'esport international. Chaque année, il rassemblait les meilleures équipes du monde représentant leur pays après des épreuves de qualification nationales.
L'Electronic Sports World Cup est créée en 2003 par la société française Ligarena, et prend place au Futuroscope. Faisant face à des difficultés, la compétition est rachetée en 2009 par une autre société française, Games-Solution, qui relance le tournoi à la Paris Games Week. En 2012, Oxent, une agence spécialisée dans l'esport, rachète l'ESWC et la renomme en 2016 eSports World Convention dans une volonté d'élargissement et de meilleure collaboration avec les éditeurs de jeux.
Le dernier événement ESWC a lieu en 2018. En octobre 2023, la marque ESWC est vendue à l'Esports World Cup Foundation, une organisation saoudienne qui ambitionne de recréer une coupe du monde d'esport.

## Historique

Ancien logo de l'Electronic Sports World Cup

L'Electronic Sports World Cup est créée en 2003 par Matthieu Dallon, PDG de Ligarena (qui deviendra Games-Services en 2005) jusqu'en 2009. La société française Ligarena avait déjà organisé de petits événements sous forme de LAN party en France sous le nom de LAN Arena. Les deux premières éditions de l'ESWC sont organisées au Futuroscope en France. La mise en spectacle des matchs de jeux vidéo, joués sur scène face au public, commentés et diffusés en direct en plusieurs langues, font tout de suite de l’ESWC un événement pionnier et leader des communautés d'eSport. Des finales de l’ESWC sont dès lors organisées à Paris Bercy (en 2006 et 2008) et à San José dans la Silicon Valley en Californie en 2008.
Le développement de l'ESWC est arrêté en 2009, du fait d’un contexte mondial en crise économique et de la fragilité des modèles économiques de l’eSport, fondés alors en quasi-totalité sur le sponsoring de marques privées. L'ESWC est relancé en 2010 à Disney par Stephane Cosse à la suite du rachat de la marque en 2009, qui retrouve son public en étant organisé lors de la Paris Games Week; d’abord en 2011 en co-production avec la société Oxent, puis à partir de 2012, en devenant à la suite de son acquisition, un projet à part entière d’Oxent.
En 2015, l'ESWC crée de nouveaux rendez-vous internationaux, en plus de l'édition de la Paris Games Week.
En février 2016, l'Electronic Sports World Cup devient l'eSports World Convention, à la suite de la volonté de s'élargir à l'ensemble des univers et contenus eSport et de travailler de manière plus étroite et cohérente avec les coupes et championnats des éditeurs de jeu.
En octobre 2016, la société Oxent est racheté par Webedia, pour permettre à l'ESWC de déployer ses événements sur de nouveaux territoires et de leur offrir une résonance encore plus large.
Après l'ESWC Africa 2018, l'organisation reste inactive pendant cinq ans. En octobre 2023, Matthieu Dallon, fondateur de l'Electronic Sports World Cup, annonce que la marque ESWC a été rachetée par l'Esports World Cup Foundation, une « organisation à but non lucratif » saoudienne, dirigée par Ralf Reichert, qui espère favoriser la collaboration entre les parties prenantes de l'esport et contribuer à la durabilité de l'écosystème mondial de l'esport. Une nouvelle compétition nommée Esports World Cup qui sera organisée à Riyad en 2024, est ainsi annoncée par le prince héritier Mohammed ben Salmane.

## Format

### Jeux présents
L'ESWC ayant pour objectif de représenter de manière exhaustive différents types de jeu populaires en multijoueur.
Jeu de tir à la première personne
- Counter-Strike (5 contre 5 mixte et féminin) sur PC depuis 2003.
- ShootMania Storm (3 contre 3) sur PC en 2012 à 2015.
- Quake (duel et par équipe) sur PC depuis 2003.
- Unreal Tournament (duel) sur PC de 2003 à 2005.
- Painkiller (duel) sur PC en 2004.
- Call of Duty (4 contre 4) sur Xbox 360 en 2013, sur Xbox One de 2014 à 2015 et sur PlayStation 4 depuis 2016.
- Overwatch (par équipe) sur PC en 2018.

Battle royale
- Fortnite Battle Royale (par équipe) sur PC en 2018.
- PlayerUnknown's Battlegrounds (par équipe) sur PC en 2018.

Jeu de stratégie en temps réel
- Warcraft III: The Frozen Throne (duel) sur PC de 2003 à 2010.
- StarCraft II: Wings of Liberty (duel) sur PC de 2011 à 2012.

Jeux d'arène
- League of Legends (5 contre 5)  sur PC depuis 2009.
- Defense of the Ancients (5 contre 5)  sur PC de 2008 à 2010.
- Dota 2 sur PC de 2011 à 2013.
- Clash Royale (duel) sur smartphone ou tablette depuis 2016.

Jeux de sport
- Pro Evolution Soccer (duel) sur PlayStation 2 en 2004 et sur PC de 2005 à 2007.
- FIFA (duel) sur PlayStation 3 de 2010 à 2012 puis sur PlayStation 4 depuis 2013 et sur Xbox One.

Jeux de course
- Gran Turismo 4 (course à 4) sur PlayStation 2 de 2005 à 2006.
- Need for Speed: Shift (duel) sur Xbox 360 en 2010.
- TrackMania (duel et course à 4) sur PC de 2006 à 2015.

Jeux de combat
- Street Fighter (duel) sur Xbox 360 en 2010 et sur PlayStation 4 depuis 2017.
- Tekken Tag Tournament 2 (duel) sur PlayStation 3 en 2012.

Jeux de rythme
- Guitar Hero 5 (duel) sur Xbox 360 en 2010.
- Just Dance (duel) depuis 2015.

Jeu de cartes à collectionner
- Krosmaga en 2017.
- Hearthstone (duel) sur PC en 2018.

### Qualifications nationales
L’ESWC n’est pas une compétition ouverte à tous. En effet, chaque joueur désirant participer à l’événement doit au cours de la saison se rendre à un ou plusieurs événements nationaux qui lui permettront, à terme, de se qualifier pour les qualifications nationales, événements organisés par des sociétés locales en partenariat avec Games-Solution.
En France, par exemple, l’ensemble des prétendants à la qualification française se munit d’une licence ESWC.com et participe à plusieurs tournois au cours de l’année afin d’engranger des points. Plus ou moins de points sont attribués en fonction du résultat des participants et de l’importance de l’événement. À la fin de la saison, les premiers du classement sont sélectionnés et invités à participer à la coupe de France des jeux vidéo. Dans chaque discipline de cette coupe de France, les participants accédant à la finale sont qualifiés pour l’Electronic Sports World Cup.
Le système de qualification diffère grandement selon les pays. Il dépend souvent du nombre de joueurs et de l’engouement provoqué par le sport électronique dans le pays ainsi que de la qualité des organisations nationales. Ainsi, certains pays comme la Pologne possèdent des joueurs de très haut niveau mais ne bénéficient pas de grands tournois locaux et de ce fait ont été privées de qualifications ESWC pendant plusieurs années, tandis que d’autres États comme le Royaume-Uni possèdent une communauté nationale très active et des événements de grande ampleur mais n’ont jamais placé un seul participant en finale.
Certaines équipes se rendent malgré tout à l’ESWC sans effectuer ou en ayant échoué à leurs qualifications nationales. En effet, certains tournois annexes tels que le trophée Fnac ou les Masters ESWC permettent à certains joueurs de se qualifier d’une manière alternative. En outre, l’organisation invite quelquefois des équipes ne s’étant pas qualifiées mais reconnues comme formations de haut niveau ; les tenants du titre sont également exempts de qualification pour l’année suivante, sous réserve que la discipline sur laquelle ils ont été titrés soit de nouveau en lice l’année qui suit.

## Éditions

### Récapitulatif
| Année | Type          | Date                    | Lieu                                                          | Nations | Joueurs | Visiteurs | Spectateurs en ligne | Récompenses | Réf.   |
| ----- | ------------- | ----------------------- | ------------------------------------------------------------- | ------- | ------- | --------- | -------------------- | ----------- | ------ |
| 2003  | Grande finale | 8-13 juillet            | Palais des congrès du Futuroscope, Poitiers, France           | 32      | 450     | 5 000     |                      | 156 000 €   | [ 8 ]  |
| 2004  | Grande finale | 7-11 juillet            | Palais des congrès du Futuroscope, Poitiers, France           | 43      | 600     | 5 000     |                      | 210 000 €   | [ 8 ]  |
| 2005  | Grande finale | 6-10 juillet            | Carrousel du Louvre, Paris, France                            | 45      | 650     | 15 000    |                      | 300 000 €   | [ 8 ]  |
| 2006  | Grande finale | 28 juin-2 juillet       | Palais omnisports de Paris-Bercy, Paris, France               | 53      | 750     | 22 500    |                      | 300 000 €   | [ 8 ]  |
| 2007  | Grande finale | 5-8 juillet             | Parc des expositions de la porte de Versailles, Paris, France | 51      | 750     | 35 000    |                      | 180 500 $   | [ 8 ]  |
| 2008  | Grande finale | 25-27 août              | Convention Center, San José, États-Unis                       | 40      | 650     | 7 000     |                      | 200 000 $   | [ 8 ]  |
| 2010  | Grande finale | 30 juin-4 juillet       | Disneyland Paris, Marne-la-Vallée, France                     | 60      | 600     | 3 000     |                      | 213 500 $   | [ 8 ]  |
| 2011  | Grande finale | 20-25 octobre           | Parc des expositions de la porte de Versailles, Paris, France | 45      | 400     | 150 000   |                      | 220 000 $   | [ 8 ]  |
| 2012  | Grande finale | 30 octobre-4 novembre   | Parc des expositions de la porte de Versailles, Paris, France | 50      | 500     | 200 000   |                      | 215 000 $   | [ 8 ]  |
| 2013  | Grande finale | 29 octobre-3 novembre   | Parc des expositions de la porte de Versailles, Paris, France |         |         |           |                      | 111 000 $   | [ 9 ]  |
| 2014  | Grande finale | 28 octobre-2 novembre   | Parc des expositions de la porte de Versailles, Paris, France |         |         |           |                      |             | [ 10 ] |
| 2015  | COD           | 2-3 mai                 | Zénith, Paris, France                                         |         |         |           |                      |             | [ 11 ] |
| 2015  | Montréal      | 9-12 juillet            | Société des arts technologiques, Montréal, Canada             |         |         |           |                      |             | [ 12 ] |
| 2015  | PGW           | 28 octobre-1er novembre | Parc des expositions de la porte de Versailles, Paris, France |         |         |           |                      |             | [ 13 ] |
| 2016  | COD           | 6-8 mai                 | Zénith, Paris, France                                         |         |         |           |                      |             | [ 14 ] |
| 2016  | PGW           | 27-31 octobre           | Parc des expositions de la porte de Versailles, Paris, France |         |         |           |                      |             | [ 15 ] |
| 2017  | Winter        | 17-19 février           | Parc des expositions de la porte de Versailles, Paris, France |         | 375     | 8 000     | 2 000 000            | 184 000 $   | ,      |
| 2017  | Summer        | 1-2 juillet             | Palais des congrès, Bordeaux, France                          |         | 200     | 10 000    | 2 000 000            | 50 000 €    | ,      |
| 2017  | Gamescon      | 22-26 août              | Koelnmesse, Cologne, Allemagne                                |         | 38      |           |                      | 10 000 €    | ,      |
| 2017  | PGW           | 1-5 novembre            | Parc des expositions de la porte de Versailles, Paris, France |         |         |           |                      |             |        |

### Par année

#### 2003
- Date : du 8 au 13 juillet 2003
- Lieu : Palais des congrès du Futuroscope, Poitiers,  France
- Total des récompenses : 156 000 €

Ligarena a déjà acquis beaucoup d’expérience dans l’organisation de tournois de sport électronique grande envergure telles que les LAN-party ou les coupes de France, et surtout après la rupture de contrat qui les liait avec les World Cyber Games, la société anonyme se lance dans un des projets les plus ambitieux créé autour des LAN parties : la coupe du monde des jeux vidéo est née. La première édition de cet événement prit place dans le parc du Futuroscope de Poitiers, alors en pleine restructuration et qui avait accueilli quelques semaines plus tôt l’un des plus grandes meetings de sport électronique de l’année : la Gamers Assembly.
L’ESWC se distingue rapidement des autres grands tournois mondiaux par sa mise en scène. Il ne s’agit plus uniquement pour les joueurs d’avoir à effectuer un match, mais d’affronter le trac sur scène face à des centaines de spectateurs. Les plus gros matches sont commentés en direct et retransmis sur des écrans géants, le rythme cardiaque des joueurs est mesuré et visible pour le public, les casques insonorisés garantissaient en théorie un silence absolu pour les joueurs, de plus un tournoi 100 % féminin est organisé ce qui était relativement rare alors. Pour beaucoup, il s’agit de la première compétition au monde à avoir marié spectacle et professionnalisme, en innovant dans de nombreux domaines.
Ligarena a mis en place deux types de disciplines. Counter-Strike, Warcraft III: Reign of Chaos et Unreal Tournament 2003 sont des disciplines officielles ; Quake III Arena, Counter-Strike féminin et Unreal Championship (cette dernière compétition fut annulée plusieurs semaines avant le début de l’ESWC) sont des compétitions d’exhibition.
|                                 | Médaille d'or              | Médaille d'argent             | Médaille de bronze        | 4e place                      |
| ------------------------------- | -------------------------- | ----------------------------- | ------------------------- | ----------------------------- |
| Counter-Strike (masculin)       | team.[9]                   | Team zEx                      | SK Gaming                 | Goodgame                      |
| Counter-Strike (féminin)        | SK Gaming                  | Femina Bellica                | DK.Girls                  | To Hell Angels                |
| Quake III Arena                 | Anton « Cooller » Singov   | John « ZeRo4 » Hill           | Alexey « LeXeR » Nesterov | Pelle « fazz » Söderman       |
| Unreal Tournament 2003          | Christian « GitzZz » Hoeck | Björn « Zulg » Sunesson       | Aaron « Lotus » Everitt   | Johnathan « Fatal1ty » Wendel |
| Warcraft III: The Frozen Throne | Alborz « HeMaN » Haidarian | Fredrik « MaDFroG » Johansson | Antoine « FaTC » Zadri    | Yoan « ToD » Merlo            |

#### 2004
- Date : du 6 au 11 juillet
- Lieu : Palais des congrès du Futuroscope, Poitiers,  France
- Total des récompenses : 210 000 €

Après le succès remporté par la première édition, le Futuroscope accueille la deuxième coupe du monde des jeux vidéo. L’espace alloué au tournoi est en revanche sans commune mesure avec l’édition précédente puisque la quasi-intégralité du parc était désormais exploitée par l’événement.
La mise en place d’une grande scène extérieure se révéla nécessaire pour éviter la saturation des derniers jours où la foule est plus importante, des écrans furent installés afin que l’événement puissent être suivi assez facilement même si les spectateurs n’étaient pas présents sur le lieu de la compétition.
Au niveau des disciplines, Ligarena dut effectuer un certain nombre de choix, parfois originaux. Ainsi le tournoi Quake III Arena se déroule en duel comme auparavant, mais tous les matchs ne se jouent pas avec les mêmes joueurs. Ce sont des délégations nationales qui envoient à chaque match un joueur représenter leur équipe. Le format est en fait analogue à celui de la coupe Davis de tennis et inédit dans un tournoi de sport électronique.
Pendant de nombreux mois, le débat est houleux au sein de la communauté Counter-Strike, discipline reine de l’ESWC. La version 1.6 sortie en septembre 2003 ne satisfait pas une partie des joueurs et divise la communauté. Cette dernière version modifie en profondeur l’architecture du jeu ainsi que le gameplay. Plus qu’une simple mise à jour, il s’agit pour certain d’un nouveau jeu. C’est pourtant cette dernière version que Ligarena malgré les réticences de certains joueurs et le tournoi fut finalement un succès. Unreal Tournament 2004 succède, lui, naturellement à la version 2003.
Deux nouveaux jeux sont accueillis par l’ESWC. Le premier est Painkiller, un nouveau jeu de duel adopté par une partie de la communauté Quake et Unreal Tournament, également choisi par la Cyberathlete Professional League, organisation concurrente de l’ESWC. Le second est Pro Evolution Soccer 3, le premier jeu console de l’ESWC mais surtout un jeu inédit au sein des compétitions eSport. Il s’agit donc d’un risque que l’organisation a choisi de prendre en sélectionnant ce jeu.
|                                 | Médaille d'or                       | Médaille d'argent              | Médaille de bronze            | 4e place                      |
| ------------------------------- | ----------------------------------- | ------------------------------ | ----------------------------- | ----------------------------- |
| Counter-Strike (masculin)       | The Titans                          | spiXel                         | Virtus.pro                    | The Stomping Ground           |
| Counter-Strike (féminin)        | All 4 One                           | LadieS.AMD                     | New4.Eibo                     | Les Seules                    |
| Painkiller                      | Sander « Vo0 » Kaasjager            | Alessandro « Stermy » Avallone | Michael « Dr.Moerser » Froese | Johnathan « Fatal1ty » Wendel |
| Pro Evolution Soccer 3          | Samad « Samsam » Baism              | Marcel « Xside » Waulke        | Chen Zhiliang                 | Wang Zaoxing                  |
| Quake III Arena                 | Drapeau de la Suède                 | Drapeau des États-Unis         | Drapeau de la Russie          | Drapeau de la Biélorussie     |
| Unreal Tournament 2004          | Maurice « BurningDeath » Engelhardt | Christian « GitzZz » Hoeck     | Laurens « Lauke » Pluijmakers | Nicola « Forest » Geretti     |
| Warcraft III: The Frozen Throne | Dae « FoV » Cho                     | Fredrik « MaDFroG » Johansson  | Alborz « HeMaN » Haidarian    | Jung Hee « Sweet » Chun       |

#### 2005
- Date : du 6 au 10 juillet 2005
- Lieu : Carrousel du Louvre, Paris,  France
- Total des récompenses : 300 000 €

L’ESWC, désormais plébiscitée par la communauté des joueurs et spectateurs, a déjà acquis en deux ans le statut de compétition incontournable. Délaissant le Futuroscope au profit de la coupe de France des jeux vidéo, l’organisation voit les choses en grand en élisant domicile au carrousel du Louvre, au cœur de Paris. Récompenses monétaires augmentées, nouveaux partenaires, lieu prestigieux et une scène de plus de mille places montée dans les souterrains du Louvre, l’ESWC semblait avoir tous les atouts en mains pour gagner encore en notoriété. En préparant l’édition 2005, Ligarena, désormais rebaptisé Games-Services, s’apprêtait cependant à prendre un énorme risque.
Counter-Strike est mondialement reconnu comme le jeu phare du sport électronique mais la sortie de Counter-Strike: Source en octobre 2004 a suscité un vif débat pendant de nombreux mois. Ce jeu devait-il succéder à la version 1.6 de Counter-Strike au sein des compétitions ? Games-Services juge que cette suite encore peu stable n’était pas prête pour l’exploitation e-sportive, c’est donc sur la version d’origine du jeu phare de Valve Corporation que l’ESWC tente de jeter tout son dévolu.
De l’autre côté de l’Atlantique, la Cyberathlete Professional League prépare la CPL Summer 2005, l’autre grande compétition du moment, et a décidé de se placer face à l’ESWC. L’organisation d’Angel Munoz a élu Counter-Strike: Source en tant que successeur et prévoit un tournoi doté de 100 000 $. De plus, la CPL a signé un partenariat avec Ritual Entertainment et possède désormais l’exclusivité de l’exploitation de Painkiller en compétition, privant l’ESWC de tournoi sur ce jeu. Pire encore, les dates de la CPL Summer 2005 coïncident parfaitement avec celles de l’ESWC 2005, privant les joueurs de la possibilité de participer aux deux compétitions. Les deux organisations étaient alors engagées dans une guerre dont le vainqueur serait celle qui réaliserait le plus bel événement.
À ce jeu, l’ESWC gagne. L’organisation bancale de la CPL décide de faire marche arrière pointant du doigt le manque d’inscriptions au tournoi Counter-Strike: Source. La baisse des dotations ainsi que l’organisation d’un tournoi Counter-Strike 1.6 montre que leur décision précédente n’était vraisemblablement pas viable. Ce demi-tour amorcé par la CPL intervient cependant assez tard pour que toutes les organisations mondiales aient les yeux rivés sur l’ESWC.
À nouveau, l’ESWC surprend en choisissant un jeu assez atypique : Gran Turismo 4, après avoir signé un partenariat avec Konami. Pro Evolution Soccer 4 succède logiquement à la version 3 en changeant de support au détriment de la PlayStation 2.
|                                 | Médaille d'or                  | Médaille d'argent          | Médaille de bronze            | 4e place                           |
| ------------------------------- | ------------------------------ | -------------------------- | ----------------------------- | ---------------------------------- |
| Counter-Strike (masculin)       | compLexity                     | SK Gaming                  | mousesports                   | Lunatic.hai                        |
| Counter-Strike (féminin)        | Girls Got Game                 | LadieS.AMD                 | x6tence.AMD                   | Beat off The Best                  |
| Gran Turismo 4                  | Pierre « Snake » Lenoir        | Arnaud « Lucky » Lacombe   | Thibault « Carter » Lacombe   | Jean-Philippe « Phenicks » Lacombe |
| Pro Evolution Soccer 4          | Badr « ArabianJoker » Hakeem   | Mike Moreton               | Raúl « Legre » Alegre         | Zhao Hang                          |
| Quake III Arena                 | Anton « Cooller » Singov       | Paul « czm » Nelson        | Magnus « fojji » Olsson       | Jason « Socrates » Sylka           |
| Unreal Tournament 2004          | Michael « Winz » Bignet        | Markus « Falcon » Holzer   | Laurens « Lauke » Pluijmakers | Michele « DevilMC » Esposito       |
| Warcraft III: The Frozen Throne | Manuel « Grubby » Schenkhuizen | Andrey « Deadman » Sobolev | Seo Woo « ReiGn » Kang        | Xiaofeng « Sky » Li                |

Note : L’équipe danoise Counter-Strike SK Gaming correspond à l’équipe The Titans en raison d’un transfert d’équipe pendant la saison 2004-2005.

#### 2006

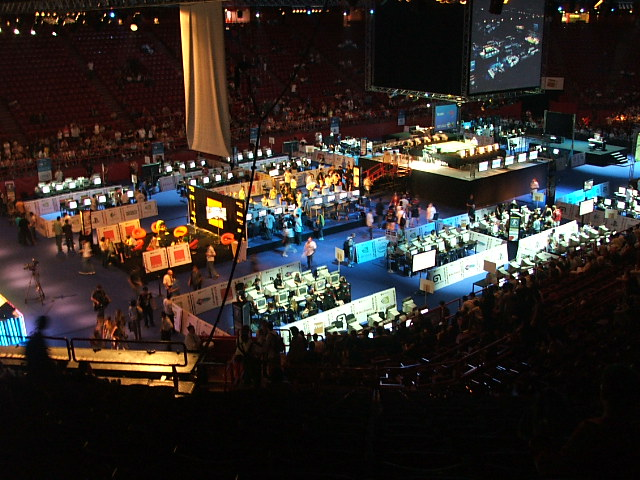
ESWC 2006

- Date : du 28 juin au 2 juillet 2006
- Lieu : Palais omnisports de Paris-Bercy, Paris,  France
- Total des récompenses : 300 000 €

Après le succès indéniable de l’édition 2005 et la visibilité que l’événement a offert au grand public, l’ESWC devient la compétition de référence. Peu après l’ESWC 2005, l’équipe organisatrice dissout Ligarena pour créer l’entreprise Games-Services et ainsi entrer en bourse. De nombreux changements sont attendus pour l’édition 2006 et annonces après annonces, les éléments sur le lieu et les disciplines sont révélés.
Le 5 octobre 2005, Games-Services annonce que l’ESWC 2006 aura lieu au palais omnisports de Paris-Bercy. Il était initialement annoncé que deux salles souterraines seraient utilisées et pas la salle centrale. À la suite de ce communiqué, NetG radio interviewe Matthieu Dallon qui révèle avoir des vues sur l’Asie et s’accorde trois ans pour créer un événement en Chine.
Le 30 novembre 2005, l’émission PlanetG sur NetG Radio était entièrement consacrée à l’ESWC puisque toute l’équipe de Games-Services était invitée sur le plateau. Les disciplines était révélées une à une durant l’émission et si l’on retrouvait sans surprise toutes les disciplines de 2005 (avec Pro Evolution Soccer 5 et Quake 4, cependant), un nouveau jeu faisait son apparition. Pendant l'été, Games-Services s'est accordé avec le studio français Nadeo (développeur de la série TrackMania et Virtual Skipper) afin de créer un jeu gratuit spécialement conçu pour la compétition. TrackMania Nations ESWC est né et remporte un immense succès auprès du grand public. De plus, désormais, toutes les disciplines sont considérées comme officielle et il n’y aura plus d’« exhibition ».
Finalement, Games-Services publie en février 2010 une série de rendus 3D montrant la grande scène du palais omnisports de Paris-Bercy aménagée pour l’ESWC, signe que les compétitions se dérouleront dans ce grand espace.
Cependant, les spectateurs accusent une augmentation significatif du billet tout en ayant une restriction plus grande pour voir les matchs intermédiaires et les joueurs. Des séquences à la américaine, avec des pom-pom girls, au détriment du jeu vidéo, fait grincer des dents de nombreux spectateurs. 
|                                 | Médaille d'or            | Médaille d'argent             | Médaille de bronze          | 4e place                      |
| ------------------------------- | ------------------------ | ----------------------------- | --------------------------- | ----------------------------- |
| Counter-Strike (masculin)       | Made in Brazil           | fnatic                        | ALTERNATE aTTaX             | Team 3D                       |
| Counter-Strike (féminin)        | Beat off The Best        | Les Seules                    | Hacker.Victory              | SK Gaming                     |
| Gran Turismo 4                  | Pierre « Snake » Lenoir  | Arnaud « Lucky » Lacombe      | Thibault « Carter » Lacombe | Daniel « HOLL01 » Holland     |
| Pro Evolution Soccer 5          | Bruce « Spank » Grannec  | Mustafa « Myto » Menadi       | Yasin « Jinxy » Koroglu     | Song Xianzhi                  |
| Quake 4                         | Michael « Winz » Bignet  | Alexei « Cypher » Yanushevsky | Ivo « Forever » Lindhout    | Anton « Cooller » Singov      |
| TrackMania Nations ESWC         | Dorian « Carl » Vallet   | Manuel « Baiy000r » Baier     | Pascal « gaLLo » Jager      | Adrien « Dridrione » Auxent   |
| Warcraft III: The Frozen Throne | Jae Wook « Lucifer » Noh | Ivica « Zeus » Markovic       | Xiaofeng « Sky » Li         | Zdravko « Insomnia » Georgiev |

Note : l’équipe féminine américaine Counter-Strike SK Gaming correspond à l’équipe Girls Got Game en raison d’un transfert d’équipe pendant la saison 2005-2006.

#### 2007
- Date : du 5 au 8 juillet 2007
- Lieu : Hall 5 du Parc des expositions de la porte de Versailles, Paris,  France
- Total des récompenses : 180 500 $

|                                 | Médaille d'or               | Médaille d'argent           | Médaille de bronze             | 4e place                      |
| ------------------------------- | --------------------------- | --------------------------- | ------------------------------ | ----------------------------- |
| Counter-Strike (masculin)       | PGS Gaming PokerStrategy    | NoA                         | fnatic                         | Made in Brazil                |
| Counter-Strike (féminin)        | SK Gaming                   | Ehonor                      | Be The Best                    | unFinished                    |
| Pro Evolution Soccer 6          | Sven « S-Butcher » Wehmeier | Bruce « Spank » Grannec     | Mike « El Matador » Linden     | Almeida « Bubaloo » Jorge     |
| Quake 4                         | Maciej « av3k » Krzykowski  | Anton « Cooller » Singov    | Michael « Winz » Bignet        | Mikael « pURRi » Tarvainen    |
| TrackMania Nations ESWC         | Freek « XeNoGeaR » Molema   | Dorian « Carl » Vallet      | Simon « Lign » Ferreira        | Charles « Selrahc » Devillard |
| Warcraft III: The Frozen Throne | Lee Sung « SoJu » Duk       | Olav « Creolophus » Undheim | Manuel « Grubby » Schenkhuizen | June « Lyn » Park             |

Note : l’équipe féminine française Counter-Strike Be The Best correspond à l’équipe Beat off The Best en raison d’un changement de nom pendant la saison 2006-2007.

#### 2008
- Date : du 25 au 27 août 2008
- Lieu : Convention Center, San José,  États-Unis
- Total des récompenses : 200 000 $

|                                 | Médaille d'or                 | Médaille d'argent         | Médaille de bronze         | 4e place               |
| ------------------------------- | ----------------------------- | ------------------------- | -------------------------- | ---------------------- |
| Counter-Strike (masculin)       | MeetYourMakers                | eSTRO                     | fnatic                     | mousesports            |
| Counter-Strike (féminin)        | SK Gaming                     | emuLate!                  | Ehonor                     | MeetYourMakers         |
| Defense of the Ancients         | zENith                        | Kingsurf                  | MeetYourMakers             | Team EG                |
| Quake III Arena                 | Alexei « Cypher » Yanushevsky | Marcel « k1llsen » Paul   | Shane « rapha » Hendrixson | Fan « Jibo » Zhibo     |
| TrackMania Nations Forever      | Kalle « Frostbeule » Videkull | Freek « XeNoGeaR » Molema | Simon « Lign » Ferreira    | Dorian « Carl » Vallet |
| Warcraft III: The Frozen Throne | Du Seop « WhO » Chang         | Xiaofeng « Sky » Li       | Zhuo « Ted » Zeng          | Seo Woo « ReiGn » Kang |

Note : l’équipe polonaise Counter-Strike MeetYourMakers correspond à l’équipe PGS Gaming PokerStrategy en raison d’un transfert d’équipe durant la saison 2007-2008.

#### 2010
- Date : du 30 juin au 4 juillet 2010
- Lieu : Disneyland Paris, Marne-la-Vallée,  France
- Total des récompenses : 213 500 $

|                                 | Médaille d'or               | Médaille d'argent          | Médaille de bronze           | 4e place                     |
| ------------------------------- | --------------------------- | -------------------------- | ---------------------------- | ---------------------------- |
| Counter-Strike (masculin)       | Na'Vi                       | SK Gaming                  | mTw                          | Frag-eXecutors               |
| Counter-Strike (féminin)        | SK Gaming.(2)               | fnatic                     | Millenium                    | mousesports                  |
| Defense of the Ancients         | Ehome                       | DTS-Gaming                 | MeetYourMakers               | Nirvana International        |
| FIFA 10                         | Anas « Astank » Sofi        | Sergio Pires               | Andrei Jordan Torres         | Francesco « Quinzas » Cruz   |
| Guitar Hero 5                   | Banobi                      | LuckySonic                 | Smokyprogg                   | TestTeam                     |
| Need for Speed: Shift           | Steffan Amende              | Danny « HuSKy » Engels     | Niklas « Sliver » Timmermann | Lukasz « lecho » Lesniewski  |
| Quake Live                      | Shane « rapha » Hendrixson  | Maciej « av3k » Krzykowski | Anton « Cooller » Singov     | Tim « DaHanG » Fogarty       |
| Super Street Fighter IV         | Justin Wong                 | Martin « MaRN » Phan       | Olivier « Luffy » Hay        | Sun Woo « infiltration » Lee |
| TrackMania Nations Forever      | Fredrik « Bergie » Bergmann | Pedro « Moriah » Barbosa   | Yoann « YoYo » Cook          | Dorian « Carl » Vallet       |
| Warcraft III: The Frozen Throne | June « Lyn » Park           | Jae Ho « Moon » Jang.(2)   | Sung Sik « ReMinD » Kim      | Dmitriy « Happy » Kostin     |

Note :
- l’équipe polonaise Counter-Strike Frag-eXecutors correspond à l’équipe MeetYourMakers en raison d’un transfert d’équipe avant l’ESWC 2010 ;
- l’équipe féminine suédoise Counter-Strike fnatic correspond à l’équipe MeetYourMakers en raison d’un transfert d’équipe avant l’ESWC 2010 ;
- l’équipe féminine française Counter-Strike Millenium correspond à l’équipe emuLate! en raison d’un transfert d’équipe avant l’ESWC 2010.

#### 2011
- Date : du 20 au 25 octobre 2011
- Lieu : Paris Games Week, Hall 3 du Parc des expositions de la porte de Versailles, Paris,  France
- Total des récompenses : 220 000 $

|                                | Médaille d'or                | Médaille d'argent          | Médaille de bronze           | 4e place                       |
| ------------------------------ | ---------------------------- | -------------------------- | ---------------------------- | ------------------------------ |
| Counter-Strike (masculin)      | SK Gaming                    | Na'Vi                      | Mousesports.(3)              | AGAIN!                         |
| Counter-Strike (féminin)       | UBINITED                     | Millenium                  | Moscow Five Female           | Gamerhouse.Girl                |
| Counter-Strike: Source         | VeryGames                    | CKRAS                      | Check-six                    | Dynamic                        |
| Dota 2                         | Na'Vi                        | Ehome                      | GamersLeague                 | Monkeybusiness                 |
| FIFA 11                        | Adrien « Aquino » Viaud      | Rafael « Ralfitita » Riobó | Francisco « Quinzas » Cruz   | Koen « k0entj92 » Weijland     |
| StarCraft II: Wings of Liberty | Ilyes « Stephano » Satouri   | Grzegorz « MaNa » Komincz  | Jung Hoon « MarineKing » Lee | Manuel « Grubby » Schenkhuizen |
| TrackMania Nations ESWC        | Erik « hakkiJunior » Leštach | Marek « tween » Pacher     | Yoann « YoYo » Cook          | Tim « Spam » Lunenburg         |

#### 2012
- Date : du 30 octobre au 4 novembre 2012
- Lieu : Paris Games Week, Hall 1 du Parc des expositions de la porte de Versailles, Paris,  France
- Total des récompenses : 170 000 $

|                                             | Médaille d'or               | Médaille d'argent        | Médaille de bronze                | 4e place                        |
| ------------------------------------------- | --------------------------- | ------------------------ | --------------------------------- | ------------------------------- |
| Counter-Strike: Global Offensive (masculin) | Ninjas in Pyjamas           | Team VeryGames           | Area 51                           | n!faculty                       |
| Counter-Strike: Global Offensive (féminin)  | UBINITED                    | Team ALTERNATE           | Reason Gaming                     | Imaginary Gaming                |
| Dota 2                                      | Natus Vincere               | Team Dignitas            | Shiba Gaming                      | Imaginary Gaming                |
| FIFA 13                                     | Bruce « Spank » Grannec     | Ovidiu « Ovvy » Patrascu | Julien « Juliianooo » Dassonville | Abdulaziz « Alshehri » Alshehri |
| ShootMania Storm                            | Colwn                       | Eclypsia                 | GamersLeague                      | 287                             |
| StarCraft II: Wings of Liberty              | Grzegorz « MaNa » Komincz   | Park « fOrGG » Ji Soo    | Ilyes « Stephano » Satouri        | Grégory « NeOAnGeL » Ferte      |
| Tekken Tag Tournament 2                     | Bae « Knee » Jae Min        | Park « Nin » Hyun Kyu    | Leonard « lion art » Y.H          | Eze « StarScream » Izundu       |
| TrackMania 2: Canyon                        | Kasperi « klovni » Aaltonen | Florian « oNio » Roschu  | Ludovic « Ludo » Marquet          | Côme « Cocow » Marquet          |
| TrackMania Nations Forever                  | Tim « Spam » Lunenburg      | Marek « Tween » Pacher   | Carl-Antoni « CarlJr » Cloutier   | Adrien « Ned » Le Berre         |

#### 2013
- Date : du 29 octobre au 3 novembre 2013
- Lieu : Paris Games Week, Hall 3 du Parc des expositions de la porte de Versailles, Paris,  France
- Total des récompenses : 111 000 $

|                                             | Médaille d'or         | Médaille d'argent | Médaille de bronze | 4e place          |
| ------------------------------------------- | --------------------- | ----------------- | ------------------ | ----------------- |
| Call of Duty: Black Ops II                  | compLexity            | Millenium         | Epsilon            | Infused           |
| Counter-Strike: Global Offensive (masculin) | Clan-Mystik           | VeryGames.(2)     | Astana Dragons     | Ninjas in Pyjamas |
| Counter-Strike: Global Offensive (féminin)  | Druidz                | Alternate.(2)     | Mistral Gaming     | Ubinited          |
| Dota 2                                      | Team Empire           | Evil Geniuses     | Sigmat.int         | 4FC               |
| FIFA 14                                     | Vinch                 | Ufenok77          | BorasLegend        | azzurra           |
| ShootMania Storm                            | Against All Authority | Lemondogs         | Gen                | Fnatic            |
| TrackMania 2: Stadium                       | Carl Jr.              | TaLa              | Koenz              | Bergie            |

#### 2014
- Date : du 28 octobre au 2 novembre 2014
- Lieu : Paris Games Week, Hall 7 du Parc des expositions de la porte de Versailles, Paris,  France
- Total des récompenses : 116 000 $

|                                            | Médaille d'or             | Médaille d'argent     | Médaille de bronze         | 4e place                     |
| ------------------------------------------ | ------------------------- | --------------------- | -------------------------- | ---------------------------- |
| Call of Duty: Ghosts                       | Evil Geniuses             | TCM Gaming            | Ascentia Gaming            | Team Vitality                |
| Counter-Strike: Global Offensive (mixte)   | Fnatic                    | Team LDLC             | Virtus.pro                 | Natus Vincere                |
| Counter-Strike: Global Offensive (féminin) | 3DMax                     | TeamKarma             | BadMonkey Gaming           | Reason Gaming                |
| FIFA 14                                    | Navid « AdamanT » Borhani | Sean Allen            | Benfreha « neyo67 » Hicham | Ivan « Boraslegend » Lapanje |
| Just Dance 2015                            | Diego                     | Tulio                 | Dina                       | Jaeder                       |
| ShootMania Storm                           | Aera eSport               | Against All Authority | Awsomniac                  | FM eSports                   |
| TrackMania 2: Stadium                      | Carl Jr. (2)              | Tween.(3)             | YoYo                       | Spam                         |

#### 2015
Call of Duty
- Date : les 2 et 3 mai 2015
- Lieu : Zénith, Paris,  France

|                                | Médaille d'or | Médaille d'argent | Médaille de bronze | 4e place       |
| ------------------------------ | ------------- | ----------------- | ------------------ | -------------- |
| Call of Duty: Advanced Warfare | OpTic Gaming  | Denial Esport     | Revenge Gaming     | Vitality Storm |

Montréal
- Date : du 9 au 12 juillet 2015
- Lieu : Société des arts technologiques, Montréal,  Canada

|                                            | Médaille d'or            | Médaille d'argent | Médaille de bronze | 4e place         |
| ------------------------------------------ | ------------------------ | ----------------- | ------------------ | ---------------- |
| Counter-Strike: Global Offensive (mixte)   | Natus Vincere            | Cloud9            | EnVyUs             | FlipSid3 Tactics |
| Counter-Strike: Global Offensive (féminin) | Counter Logic Gaming Red | Games4u.se Female | Team Karma         | Team Acer.fe     |

Paris Games Week
- Date : du 28 octobre au 1er novembre 2015
- Lieu : Paris Games Week, Hall 1 du Parc des expositions de la porte de Versailles, Paris,  France

|                                  | Médaille d'or            | Médaille d'argent        | Médaille de bronze      | 4e place                         |
| -------------------------------- | ------------------------ | ------------------------ | ----------------------- | -------------------------------- |
| Counter-Strike: Global Offensive | Team LDLC Blue           | Team LDLC White          | WeGotGame               | Platinium                        |
| FIFA 16                          | August "Agge" Rosenmeier | Spencer "Gorilla" Ealing | Erhan "DrErhano" Kayman | Kiarash "Immortal" Shokouhisolgi |
| Just Dance 2015                  | Diegho                   | Dina                     | Kelvin                  | Lucktose                         |
| League of Legends (féminin)      | unKnights Ladies         | GG Call Nash             | BX3 EK                  | Lamasticrew                      |
| ShootMania Storm                 | Terence "Soon" Tarlier   | Pays inconnu             | Pays inconnu            | Pays inconnu                     |
| TrackMania2: Stadium             | Carl Jr. (3)             | Pac                      | Tween                   | Spam                             |
| TrackMania Turbo VR              | Hans "Racehans" Pausch   | Yoann "YoYo" Cook        | Baptiste "Kory" Moulard | Koen "Koenz" Schobbers           |

#### 2016
Call of Duty
- Date : du 6 au 8 mai 2016
- Lieu : Zénith, Paris,  France

|                             | Médaille d'or | Médaille d'argent | Médaille de bronze | 4e place  |
| --------------------------- | ------------- | ----------------- | ------------------ | --------- |
| Call of Duty: Black Ops III | OpTic Gaming  | Splyce            | Rise Nation        | Millenium |

Paris Games Week
- Date : du 27 au 31 octobre 2016
- Lieu : Paris Games Week, Hall 3 du Parc des expositions de la porte de Versailles, Paris,  France

|                                                          | Médaille d'or           | Médaille d'argent | Médaille de bronze         | 4e place             |
| -------------------------------------------------------- | ----------------------- | ----------------- | -------------------------- | -------------------- |
| Counter-Strike: Global Offensive                         | Alternate aTTaX         | Team LDLC (2)     | Platinium eSport           | SpaceSoldiers        |
| Counter-Strike: Global Offensive (féminin)               | Team Secret             | Selfless          | Team LDLC                  | Reason Gaming        |
| FIFA 17                                                  | Lucas "DaXe" Cuillerier | Timo "TimoX" Siep | Savas "Gooku94" Destanoglu | Andrei "Timon" Gurev |
| Clash Royale                                             | Bo Ming                 | Surgical Goblin   | B village                  | termisfa             |
| Just Dance 2017 (Just Dance World Cup, finale française) | Manu                    | Dina              | DJSS                       | OF Hugo              |

#### 2017
En 2017, l'ESWC lance des tournois saisonniers en hiver et en été en France et s'invite à la Gamescom en Allemagne.
ESWC Winter
- Date : du 17 au 19 février 2017
- Lieu : Hall 5 du Parc des expositions de la porte de Versailles, Paris,  France

|                                                 | Médaille d'or                   | Médaille d'argent | Médaille de bronze | 4e place     |
| ----------------------------------------------- | ------------------------------- | ----------------- | ------------------ | ------------ |
| Call of Duty: Infinite Warfare (CWL Paris Open) | OpTic Gaming                    | FaZe Clan         | Rise Nation        | Infused      |
| Clash Royale                                    | Frank « Surgical Goblin » Oskam | Nemsensei         | Ouahleouff         | Malcaide     |
| Just Dance 2017 (Just Dance World Cup)          | TechNoth                        | PamellaRibeiro    | JustDenz95         | Hian         |
| League of Legends (OMEN by HP Trophy)           | Team LDLC                       | Grosbill Esport   | GamersOrigin       | Ecorp Gentle |

De plus, une rencontre amicale sur FIFA 17 entre le PSG eSports et Schalke 04 est organisé, le PSG la remporte 3-0.
ESWC Summer
- Date : les 1er et 2 juillet 2017
- Lieu : Palais des congrès, Bordeaux,  France

|                                       | Médaille d'or             | Médaille d'argent        | Médaille de bronze | 4e place        |
| ------------------------------------- | ------------------------- | ------------------------ | ------------------ | --------------- |
| League of Legends                     | Team LDLC                 | GamersOrigin             | Team Millenium     | GrosBill Esport |
| Clash Royale                          | Aimane « Kilua » Belkhir  | Jarod « Azilys » Quesada | Jojo-Swiffer       | Macdoy          |
| Street Fighter V (FDJ Masters League) | DC « Infexious » Coleman  | Olivier « Luffy » Hay    | Linkexelo          | Imstilldadaddy  |
| Krosmaga (FDJ Open Series)            | Oplee                     | CIengear                 | Aka0ni             | Papy-Lasagnes   |
| FIFA 17 (Philips OneBlade Trophy)     | Alex « Rameulito » Barets | CaptainTib               | Sayenti            | Nounico         |

Gamescom
- Date : du 22 au 26 août 2017
- Lieu : Gamescom, Koelnmesse, Cologne,  Allemagne

|                               | Médaille d'or                   | Médaille d'argent            | Médaille de bronze       | 4e place               |
| ----------------------------- | ------------------------------- | ---------------------------- | ------------------------ | ---------------------- |
| Clash Royale                  | Frank « Surgical Goblin » Oskam | Jesus « Soking » Varela Ruiz | Jarod « Azilys » Quesada | Berin « Berin » Bjelak |
| FIFA 17 (Puma Fragrances Cup) | Pays inconnu                    | Pays inconnu                 | Pays inconnu             | Pays inconnu           |

Paris Games Week
- Date : du 1er au 5 novembre 2017
- Lieu : Paris Games Week, Hall 3 du Parc des expositions de la porte de Versailles, Paris,  France

| Jeu                              | Tournoi                    | Médaille d'or                       | Médaille d'argent           | Médaille de bronze                                            | 4e place                                                      |
| -------------------------------- | -------------------------- | ----------------------------------- | --------------------------- | ------------------------------------------------------------- | ------------------------------------------------------------- |
| Counter-Strike: Global Offensive | ESWC CS:GO OMEN by HP      | Team LDLC (2)                       | BIG                         | *aAa* by Invictus                                             | ARES Esport                                                   |
| Quake Champions                  | ESWC Quake Champions 2017  | Gareth « GaRpY » Marshall           | Sebastian « Spart1e » Siira | Adrián « RAISY » Birgány                                      | Kévin « trend » Baézas                                        |
| Clash Royale                     | ESWC PGW 2017 Clash Royale | Frank « Surgical Goblin » Oskam (2) | Jarod « Azilys » Quesada    | Zakaria « Doberman » Boussemoum                               | Berin « Berin » Bjelak                                        |
| FIFA 18                          | ESWC PGW FIFA 18 Challenge | Lucas « DaXe » Cuillerier (2)       | Florian « Cody » Müller     | Fouad « Rafsou » Fares (Xbox One) et Lev « Lev » Vinken (PS4) | Fouad « Rafsou » Fares (Xbox One) et Lev « Lev » Vinken (PS4) |

#### 2018
En 2018, l'ESWC s'internationalise et multiplie les tournois, de plus ou moins grandes tailles, sur 3 continents : en Europe en France mais également en Amérique du Sud au Brésil et en Afrique au Maroc.
Clan Wars
- Date : 27 janvier 2018
- Lieu : eSport Arena, Paris,  France

| Jeu          | Tournoi                               | Médaille d'or | Médaille d'argent | Médaille de bronze | 4e place  |
| ------------ | ------------------------------------- | ------------- | ----------------- | ------------------ | --------- |
| Clash Royale | ESWC Clan Wars by Samsung Final Phase | Team Queso    | Ako Roshi         | Asus Rog Army      | Millenium |

FIFA 18
- Date : 7 et 8 avril 2018
- Lieu : eSport Arena, Paris,  France

| Jeu     | Tournoi                  | Médaille d'or              | Médaille d'argent             | Médaille de bronze              | 4e place                |
| ------- | ------------------------ | -------------------------- | ----------------------------- | ------------------------------- | ----------------------- |
| FIFA 18 | ESWC FIFA18 Paris - PS4  | August « Agge » Rosenmeier | Lukas « Sakul97 » Vonderheide | Marcus « Marcuzo » Jørgensen    | Torin « TheTurin » Page |
| FIFA 18 | ESWC FIFA18 Paris - Xbox | Fabian « Dubzje » De Cae   | Mario « MMayo7 » Reubold      | Musaad « Msdossary7 » Aldossary | Nathan « Herozia » Gil  |

- Date : 28 et 29 avril 2018
- Lieu : eSportArena, São Paulo,  Brésil

| Jeu     | Tournoi                      | Médaille d'or              | Médaille d'argent               | Médaille de bronze                      | 4e place                         |
| ------- | ---------------------------- | -------------------------- | ------------------------------- | --------------------------------------- | -------------------------------- |
| FIFA 18 | ESWC FIFA18 Sao Paulo - PS4  | Reinhard « Rein10 » Krause | Henrique « Zezinho23xX » Lempke | Allan « Allan Castello » Castello       | Paulo « PauloFreitasPH » Freitas |
| FIFA 18 | ESWC FIFA18 Sao Paulo - Xbox | Pedro « Resende » Soares   | Brenner « Brenner » Silva       | Josaci « Jsenna » Santana De Sena Filho | Wendell « Webdibre » Monteiro    |

Overwatch
- Date : 23 et 24 juin 2018
- Lieu : Siège Webedia, Levallois-Perret,  France

| Jeu       | Tournoi                     | Médaille d'or     | Médaille d'argent | Médaille de bronze | 4e place |
| --------- | --------------------------- | ----------------- | ----------------- | ------------------ | -------- |
| Overwatch | Overwatch OMEN by HP Trophy | Eagle Gaming Blue | Le Bon Mix        | Eagle Gaming Red   | Primate  |

Metz
- Date : 8 et 9 septembre 2018
- Lieu : Metz Congrès Robert Schuman, Metz,  France

Cette nouvelle édition estivale de l'ESWC a réuni 17 500 spectateurs sur place et plus de 4,2 millions de vues en direct pour près de 1 million de spectateurs uniques. Le cash prize était de 5 000 € sur la compétition Fortnite et de 3 000 € pour l'Arma Cup, de plus la compétition sur League of Legends offrait des possibilités de qualifications aux European Masters,.
| Jeu                    | Tournoi          | Médaille d'or | Médaille d'argent | Médaille de bronze | 4e place        |
| ---------------------- | ---------------- | ------------- | ----------------- | ------------------ | --------------- |
| League of Legends      | Open Tour France | GamersOrigin  | Supremacy         | Team Vitality      | Team Gentside   |
| Fortnite Battle Royale | OMEN Trophy      | TrainHard     | Gentside          | NCBz               | GamersOrigin    |
| Hearthstone            | Arma Cup         | Kalaxz        | Magicgeek         | Pilou / Odemian    | Pilou / Odemian |

Paris Games Week
- Date : du 26 au 30 octobre 2018
- Lieu : Paris Games Week, Paris Expo Porte de Versailles - Hall 3, Paris,  France
- Total des récompenses : plus de 70 000 €

Le cash prize sera de 4 000 € pour le tournoi sur Clash Royale ainsi que de 4 000 € pour celui sur Hearthstone. Les 8 joueurs sélectionnés au tournoi de Quake Champions se départageront 10 000 $ de cash prize et les 8 meilleures formations sur PUBG pas moins de 50 000 €. 4 000 € récompenseront les 4 meilleurs du tournoi Street Fighter.
Plus de 150 participants se sont qualifiés sur l'une des six compétitions.
| Jeu                             | Tournoi                             | Médaille d'or   | Médaille d'argent | Médaille de bronze  | 4e place            |
| ------------------------------- | ----------------------------------- | --------------- | ----------------- | ------------------- | ------------------- |
| PlayerUnknown's Battlegrounds   | OMEN Trophy : PUBG                  | Penta Sports    | Ninjas in Pyjamas | Team Reciprocity    | Team 3DMAX          |
| Quake Champions                 | ESWC Quake Champions 2018           | Clawz           | RAISY             | Cooller / GaRpY     | Cooller / GaRpY     |
| Hearthstone                     | ESWC Hearthstone by SFR             | Dizdemon        | xBlyzes           | Maverick / Vinz     | Maverick / Vinz     |
| Clash Royale                    | ESWC Clash Royale PGW 2018          | iSlaw           | Inttox            | Mat_deg / Nemsensei | Mat_deg / Nemsensei |
| Street Fighter V/3TS/2X/Alpha 3 | Street Fighter : Tournoi des 30 ans | Kenpachi        | Er Commander      | Dan / Yamazaki93    | Dan / Yamazaki93    |
| Just Dance 2018                 | Qualifications Just Dance World Cup | HugoJD          | Manu              | Chakib / Emilie     | Chakib / Emilie     |
| PlayerUnknown's Battlegrounds   | OMEN Trophy Solo : PUBG             | Vitality Monday | dizLown Nasuspls  | NIP vard            | Moonwolf oconell    |

Africa
- Date : 16 décembre 2018
- Lieu : Le Studio des Arts Vivants, Casablanca,  Maroc
- Total des récompenses : 15 000 $

L'ESWC s'allie avec Inwi, un opérateur téléphonique marocain, pour organiser l'ESWC Africa 2018 qui réunit quatre équipes africaines de Counter-Strike: Global Offensive, 15 000 dollars sont mis en jeu lors de ce tournoi. Les qualifications se jouent au Maroc, en Algérie, en Égypte, en Côte d'Ivoire, au Nigeria, au Sénégal et en Tunisie.
| Jeu                              | Tournoi          | Médaille d'or | Médaille d'argent | Médaille de bronze    | 4e place              |
| -------------------------------- | ---------------- | ------------- | ----------------- | --------------------- | --------------------- |
| Counter-Strike: Global Offensive | ESWC Africa 2018 | Limitless.gg  | Atlas Lions       | Game of Throw eXtreme | Game of Throw eXtreme |

## Annexe